# Raclitia indica
Raclitia indica är en ormart som beskrevs av Gray 1842. Raclitia indica är ensam i släktet Raclitia som ingår i familjen Homalopsidae. IUCN kategoriserar arten globalt som otillräckligt studerad. Inga underarter finns listade i Catalogue of Life. Arten listades fram till 2014 i släktet Enhydris.
Denna orm förekommer trots namnet inte i Indien utan på södra Malackahalvön. Den är med en längd mellan 75 och 150 cm medelstor. Arten vistas i leriga floder och träskmarker och äter fiskar och groddjur. Honor föder levande ungar (ovovivipari).